# Chaetocnema sudafricana
Chaetocnema sudafricana es un insecto coleoptera de la familia Chrysomelidae. Fue descrita científicamente en 2006 por Biondi & D'Alessandro.